# K.k. Dragonerregiment „Oberst Ferdinand IV. Salvator“, Grossherzog von Toskana Nr. 8

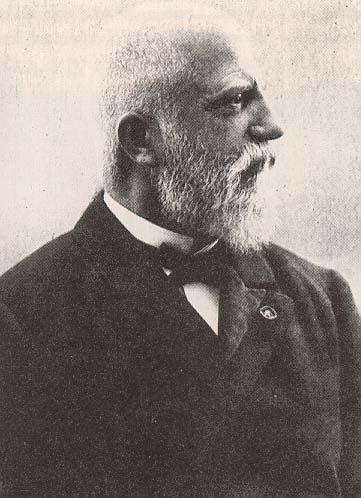
Der Namensgeber des Regiments – Großherzog Ferdinand IV. Salvator

Das „k.k. Dragonerregiment Oberst Ferdinand IV. Salvator“, Großherzog von Toscana, Nr. 8 war ein Kavallerieverband der österreichisch-ungarischen Monarchie.
(Zwischen 1798 und 1801 wurde das spätere Dragoner-Regiment Nr. 11 als Dragonerregiment Nr. 8 geführt.)

## Errichtung
Durch Erlass vom 4. März 1854 wurde das Regiment in Ödenburg aufgestellt. Als Stamm wurde hierfür die ganze 4. Division des Dragonerregiments Fürst Windisch-Graetz Nr. 7, sowie jeweils eine Cadre an Chargen und altgedienten Mannschaft von den Dragoner-Regimentern Nr. 1, Nr. 2, Nr. 3, Nr. 4 und Nr. 7, den Husaren-Regimentern Nr. 5, Nr. 7 und Nr. 12, sowie dem Ulanenregiment Nr. 11 zugewiesen.
1860 wurde das Regiment wieder aufgelöst, die Mannschaft zu gleichen Teilen in jeder Charge in den Urlauber-Stand der Fuhrwesens-Standes-Depots Nr. 6 in Laibach und Nr. 7 in Verona eingeteilt. Hiervon ausgenommen waren die reengagierten und musikkundigen Leute, die zu den Ulanenregimentern Nr. 6 und 11 versetzt wurden.

### Ergänzungen
Das Regiment rekrutierte sich aus dem lombardisch-venezianischen Königreich, den Ergänzungsbezirken der Infanterieregimenter Nr. 23, 38, 43, 13, 16, 26 und 45.

## Friedensgarnisonen
- 1854 Oedenburg
- 1855 Wien
- 1857–59 Oedenburg, nach dem Feldzug Kecskemét

### Regimentsinhaber
- 1854–1860 Oberst Ferdinand Salvator, Erbgroßherzog, ab 1859 Großherzog von Toscana

### Zweiter Inhaber
- 1854–1860: Feldmarschall Alfred Fürst zu Windisch-Graetz (Gleichzeitig Inhaber des 7. Dragoner-Regiments)

### Regiments-Kommandanten
- 1854 Oberst Joseph Castle de Mollineux
- 1857 Oberst Joseph Friedrich von Stromfeld
- 1858 Oberst James Baertling
- 1859 Oberst Carl Netzer von Sillthal

## Feldzüge
Während seines Bestehens wurde das Regiment nur 1859 während des Sardinischen Krieges mobilisiert, nahm jedoch an keinerlei Kampfhandlungen teil.

## Adjustierung
- 1854: dunkelgrüner Rock und Pantalons, dunkelrote Egalisierung, weiße Knöpfe

## Anmerkung
Ein Regiment bestand in der Österreichisch-Ungarischen Kavallerie in der Regel aus drei bis vier (in der Ausnahme auch mehr) Division. (Mit Division wurde hier ein Verband in Bataillonsstärke bezeichnet. Die richtige Division wurde Infanterie- oder Kavallerie-Truppendivision genannt.) Jede Division hatte drei Eskadronen, deren jede wiederum aus zwei Kompanien bestand. Die Anzahl der Reiter in den einzelnen Teileinheiten schwankte, lag jedoch normalerweise bei etwa 80 Reitern je Kompanie.
Die einzelnen Divisionen wurden nach ihren formalen Führern benannt:
- die 1. Division war die Oberst-Division
- die 2. Division war die Oberstlieutenant (Oberstleutnant)-Division
- die 3. Division war die Majors-Division
- die 4. Division war die 2. Majors-Division

Die Kavallerie-Regimenter wurden ab 1860 auf zwei Divisionen reduziert.
Bis zum Jahre 1798 wurden die Regimenter nach ihren jeweiligen Inhabern (die nicht auch die Kommandanten sein mussten) genannt. Eine verbindliche Regelung der Schreibweise existierte nicht (z. B. Regiment Graf Serbelloni – oder Regiment Serbelloni). Mit jedem Inhaberwechsel änderte das betroffene Regiment seinen Namen. Nach 1798 galt vorrangig die nummerierte Bezeichnung, die unter Umständen mit dem Namen des Inhabers verbunden werden konnte.
Bedingt durch diese ständige Umbenennung sind die Regimentsgeschichten der österreichisch-ungarischen Kavallerie nur sehr schwer zu verfolgen. Hinzu kommt die ständige und dem Anschein nach willkürliche, zu Teil mehrfache Umklassifizierung der Verbände (zum Beispiel: K.u.k. Dragonerregiment „Fürst zu Windisch-Graetz“ Nr. 14).